# Maravalia milletticola
Maravalia milletticola är en svampart som beskrevs av Y. Ono & J.F. Hennen 1984. Maravalia milletticola ingår i släktet Maravalia och familjen Chaconiaceae.   Inga underarter finns listade i Catalogue of Life.